# Maud Muller (film, 1911)
Pour les articles homonymes, voir Maud Muller.
Maud Muller est un film muet américain réalisé par Otis Turner et sorti en 1911.

## Fiche technique
- Titre : Maud Muller
- Réalisation : Otis Turner
- Scénario : Otis Turner, d'après le poème de John Greenleaf Whittier
- Producteur : William Selig
- Société de production : Selig Polyscope Company
- Pays d'origine :  États-Unis
- Format : Noir et blanc — 35 mm — 1,33:1
- Genre : Film dramatique
- Dates de sortie : 
  -  États-Unis : 5 octobre 1911

## Distribution
- Kathlyn Williams : Maud Muller
- Charles Clary
- Frank Weed
- Winifred Greenwood
- Adrienne Kroell
- William Stowell
- Miles McCarthy